# Émile Gounin
Émile Gounin, né le 12 juillet 1875 à Issoudun et mort le 29 août 1967 à Amboise, est un homme politique français. 

## Biographie
Industriel dans la chaussure et fils d'artisan fabricant de chaussons, il est maire d'Amboise de 1919 à 1953.
Émile Gounin prend une part importante dans l'électrification du département dès 1925 en particulier dans les campagnes. Cette action aboutit à la création du Syndicat Départemental d’Électrification en 1937. Le SIEIL (Syndicat intercommunal d’énergie d’Indre-et-Loire) se saisit ainsi de la création l'année précédente du Fonds d'amortissement des charges d'électrification (FACÉ) qui vise à organiser la solidarité entre les zones denses (urbaine) et les zones moins denses (rurales). 
En 1949, le SIEIL voit ses statuts modifiés afin de prendre la loi de nationalisation de la production d'électricité (création d'EDF) de 1946 en compte.
Il est aussi le fondateur et le premier président de la coopérative d'HLM d'Amboise. Il étend ensuite son activité au reste du département.

## La résistance: le réseau Darius
Émile Gounin appartient au Réseau Darius pendant la Seconde Guerre mondiale. Les membres du réseau Darius sont pour la plupart originaires d'Amboise et de sa région ; quelques éléments viennent de Tours, de Loches et de Chinon.
Tous proviennent de différents milieux : fonctionnaires, artisans, professions libérales, cultivateurs, industriels. Quelques-uns, Gounin, maire d'Amboise, Patry, conseiller général de Beaulieu-lès-Loches sont des radicaux, des modérés ; beaucoup n'ont pas de couleur politique, mais sont des patriotes sincères et ardents. Notons pour quelques-uns leur appartenance à plusieurs réseaux. Madame Rigatte, institutrice, travaille avec Hercule pour Buckmaster ; Gabriel Feuillet est membre de la CND et est inscrit à Libération-Nord, Fernande Nivert est affiliée à la CND Castille. Il en est de même pour Boisseau, fabricant de biscottes, qui est attaché à Libération-Nord.
Formellement constitué au printemps 1944, ses membres ont des activités attestées et coordonnées dès 1942. En 1944 le réseau Darius se fondra dans Libération Nord.